# العلاقات البريطانية التنزانية
العلاقات البريطانية التنزانية هي العلاقات الثنائية التي تجمع بين المملكة المتحدة وتنزانيا.

## مقارنة بين البلدين
هذه مقارنة عامة ومرجعية للدولتين:
| وجه المقارنة                                              | المملكة المتحدة                 | تنزانيا                        |
| --------------------------------------------------------- | ------------------------------- | ------------------------------ |
| المساحة (كم2)                                             | 242.50 ألف                      | 947.30 ألف                     |
| عدد السكان (نسمة)                                         | 66.02 مليون                     | 57.31 مليون                    |
| الكثافة السكانية (ن./كم²)                                 | 272.25                          | 60.5                           |
| العاصمة                                                   | لندن                            | دودوما                         |
| اللغة الرسمية                                             | لغة إنجليزية، اللغة الويلزية    | اللغة السواحلية، لغة إنجليزية  |
| العملة                                                    | جنيه إسترليني                   | شيلينغ تانزاني                 |
| الناتج المحلي الإجمالي (بليون دولار)                      | 2.62 تريليون                    | 52.09 مليار                    |
| الناتج المحلي الإجمالي (تعادل القوة الشرائية) بليون دولار | 2.72 تريليون                    | 138.73 مليار                   |
| الناتج المحلي الإجمالي الاسمي للفرد دولار أمريكي          | 43.88 ألف                       | 878                            |
| الناتج المحلي الإجمالي للفرد دولار أمريكي                 | 40.23 ألف                       | 2.54 ألف                       |
| مؤشر التنمية البشرية                                      | 0.907                           | 0.521                          |
| رمز المكالمات الدولي                                      | +44                             | +255                           |
| رمز الإنترنت                                              | .uk، .gb                        | .tz                            |
| المنطقة الزمنية                                           | توقيت غرينيتش، توقيت غرب أوروبا | ت ع م+03:00، توقيت شرق أفريقيا |

## مدن متوأمة
في ما يلي قائمة باتفاقيات التوأمة بين مدن بريطانية وتنزانية:
- ترتبط ريديتش مع متوارا باتفاقية توأمة.

## منظمات دولية مشتركة
يشترك البلدان في عضوية مجموعة من المنظمات الدولية، منها:
| علم المنظمة | اسم المنظمة                               | تاريخ انضمام المملكة المتحدة | تاريخ انضمام تنزانيا |
| ----------- | ----------------------------------------- | ---------------------------- | -------------------- |
|             | مؤسسة التنمية الدولية                     | 24 سبتمبر 1960               | 6 نوفمبر 1962        |
|             | يونسكو                                    | 4 نوفمبر 1946                | 6 مارس 1962          |
|             | وكالة ضمان الاستثمار متعدد الأطراف        | 12 أبريل 1988                | 19 يونيو 1992        |
|             | الأمم المتحدة                             | 24 أكتوبر 1945               | 14 ديسمبر 1961       |
|             | دول الكومنولث                             | 11 ديسمبر 1931               | 9 ديسمبر 1961        |
|             | الاتحاد البريدي العالمي                   | ?                            | ?                    |
|             | البنك الدولي للإنشاء والتعمير             | 27 ديسمبر 1945               | 10 سبتمبر 1962       |
|             | الاتحاد الدولي للاتصالات                  | 24 فبراير 1871               | 31 أكتوبر 1962       |
|             | منظمة حظر الأسلحة الكيميائية              | ?                            | ?                    |
|             | مؤسسة التمويل الدولية                     | 20 يوليو 1956                | 10 سبتمبر 1962       |
|             | المركز الدولي لتسوية المنازعات الاستشارية | 18 يناير 1967                | 17 يونيو 1992        |
|             | منظمة التجارة العالمية                    | 1995                         | 1995                 |
|             | منظمة الشرطة الجنائية الدولية             | ?                            | ?                    |
|             | البنك الإفريقي للتنمية                    | ?                            | ?                    |

## وصلات خارجية
- موقع وزارة الخارجية البريطانية
- موقع وزارة الخارجية التنزانية